# Kärnkraftverk

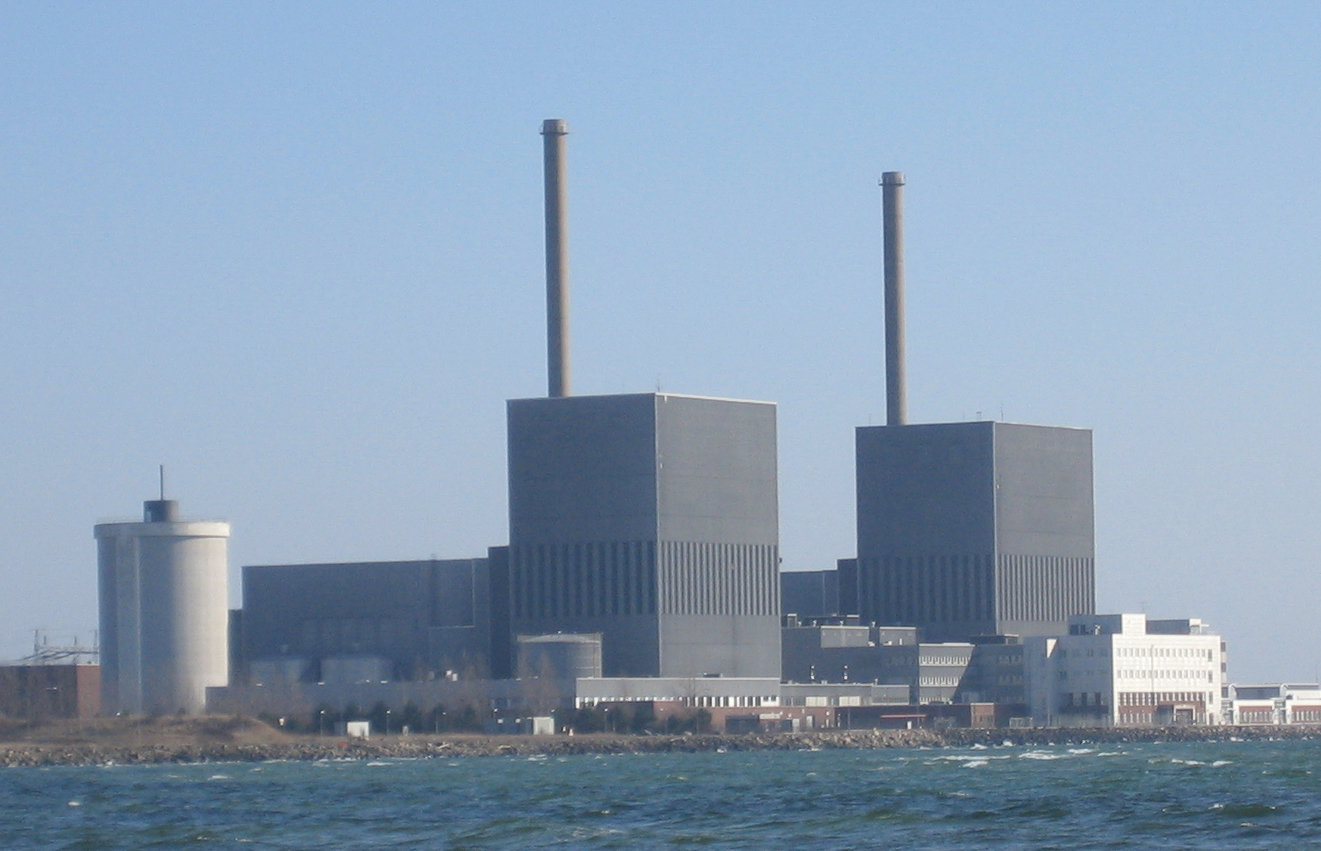
Barsebäcks kärnkraftverk

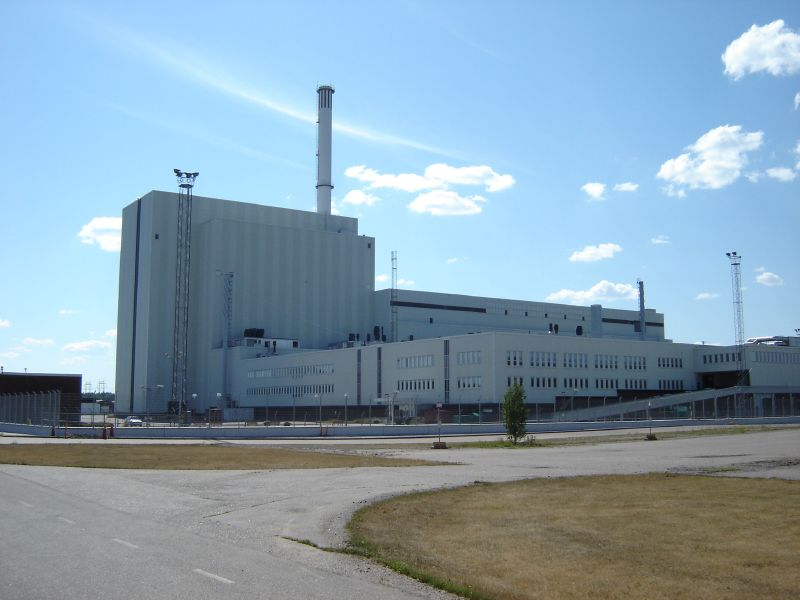
Reaktor 3 vid Forsmarks kärnkraftverk.

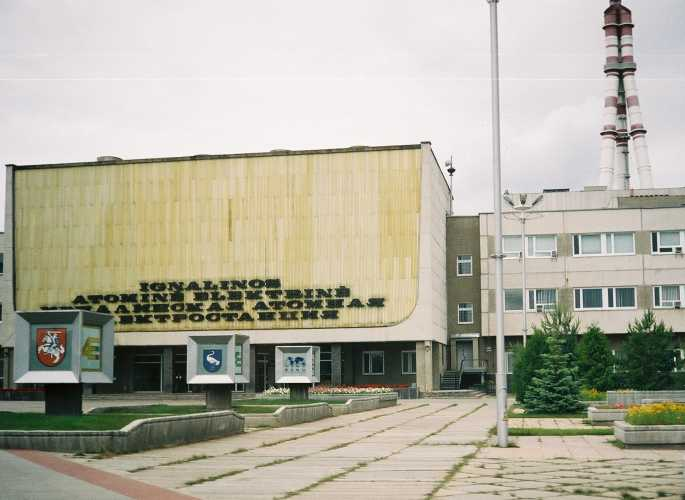
Kärnkraftverket Ignalina i Litauen.

Kärnkraftverk är en anläggning för produktion av elektricitet med hjälp av kärnkraft. Energikällan i ett kärnkraftverk kallas kärnreaktor eller enbart reaktor.

## Allmänt
Kärnkraften erhålls genom fission (klyvning) av tunga atomkärnor. I praktiken används främst isotopen 235U, men även inblandningar av mindre mängder 239Pu förekommer. Vid fissionen frigörs energi i kärnbränslet som värmer upp ett kylmedium, oftast vatten, så att ånga bildas antingen direkt som i en kokvattenreaktor eller indirekt via en ånggenerator som i en tryckvattenreaktor. Ångan används för att driva en turbin, kopplad till en generator som producerar elektricitet.  
I likhet med andra sorters kondenskraftverk som använder fossila bränslen eller biomassa kan endast högst hälften av inmatad värmeenergi omvandlas till elektricitet. För kärnkraftverk är verkningsgraden i allmänhet cirka en tredjedel. I Sverige har kärnkraften historiskt används som baslast vilket innebär att kraftverken över tid levererat en konstant effekt ut på nätet. På grund av större andel förnybar och ej planerbar kraftproduktion har behovet ökat av olika balanstjänster, samt att undersöka hur kärnkraftverken kan öka sin produktionsflexibilitet.
Kärnkraftverk förbrukar kärnbränsle, vanligtvis uran, vilket är en ändlig resurs, och kärnkraft räknas därför inte till förnybara energikällor. Till skillnad från fossila energikällor som kol eller naturgas producerar dock den energialstrande reaktionen i ett kärnkraftverk inga växthusgaser, medan vissa utsläpp sker vid uranbrytning, bränsleproduktion, uppförande av kraftverket med mera.
FN:s klimatpanel (IPCC) har visat att kärnkraft släpper ut 50–100 gånger mindre växthusgaser än fossil elproduktion, ungefär lika mycket som för vindkraft och något mindre än utsläpp från elproduktion med solceller. Kärnkraftens utsläpp kommer framförallt från uranbrytning, medan solcellers utsläpp framförallt kommer från olika moment i tillverkningen.

### CO2-eq-utsläpp vid olika elproduktionssätt
Utsläpp CO₂-ekvivalenter (g/kWh)Produktionsmetod020040060080010001200SolcellKärnkraft WWKolUtsläpp CO₂-ekvivalenter (g/kWh)Utsläpp av växthusgaser per produktionsmetod
|                | 25-perc | median (50-perc) | 75-perc |
| -------------- | ------- | ---------------- | ------- |
| PV (solceller) | 29      | 46               | 80      |
| Vindkraft      | 8       | 12               | 20      |
| Kärnkraft      | 8       | 16               | 45      |
| Fossilgas      | 422     | 469              | 548     |
| Kol            | 877     | 1 001            | 1 130   |

De flesta kärnkraftverk i världen använder vanligt vatten som moderator och kylmedium, och är antingen av typen kokvattenreaktor eller tryckvattenreaktor. Även andra typer finns såsom grafitmodererade reaktorer i bland annat Ryssland och Storbritannien. Den olycksdrabbade reaktorn i Tjernobyl var grafitmodererad med vatten som kylmedel. Det finns även grafitmodererade reaktorer med gas som kylmedel, till exempel AGR i Storbritannien. Tungt vatten kan också användas som moderator, något som en gång var den svenska linjens bärande idé och fortfarande används i Kanada i deras tungvattenreaktorer av CANDU-typ. Fördelen med dessa är att de kan använda icke anrikat uran. Det finns även reaktorer som kyls med till exempel flytande natrium och därmed kan arbeta vid högre temperatur. Detta innebär en högre verkningsgrad hos reaktorn men ställer större krav på reaktorns konstruktion.

## Olika typer av kärnkraftverk
Allt efter anläggningarnas ålder brukar man tala om skilda generationer. En anläggnings karaktär bestäms i huvudsak av dess reaktortyp. De äldre som i dag är i produktion hör till den andra generationens reaktorer, medan den tredje generationens reaktorer är moderna anläggningar, som fortfarande nybyggs. Den fjärde generationens reaktor är i olika stadier av forskning och utveckling och de första bedöms kunna vara i kommersiell drift före 2030. Antalet olika reaktortyper kan delas upp på flera sätt:
- enligt typ av kärnreaktion
- enligt typ av moderatormaterial
- enligt typ av kylmedel
- efter bränslets fas
- efter användningsområde

## Kärnreaktorer i världen
Den samlade elektriska effekten på världens kärnreaktorer i drift är 394 467 MWe. Reaktorer under konstruktion summerar till 53 870 MWe. Permanent stängda summerar till 90 443 MWe.
| Land                  | Reaktorer i drift | Under konstruktion | Permanent ur drift |
| --------------------- | ----------------- | ------------------ | ------------------ |
| Argentina             | 3                 | 1                  | 0                  |
| Armenien              | 1                 | 0                  | 1                  |
| Bangladesh            | 0                 | 2                  | 0                  |
| Belarus               | 1                 | 1                  | 0                  |
| Belgien               | 7                 | 0                  | 1                  |
| Brasilien             | 2                 | 1                  | 0                  |
| Bulgarien             | 2                 | 0                  | 4                  |
| Finland               | 4                 | 1                  | 0                  |
| Frankrike             | 56                | 1                  | 14                 |
| Förenade Arabemiraten | 2                 | 2                  | 0                  |
| Indien                | 23                | 6                  | 0                  |
| Iran                  | 1                 | 1                  | 0                  |
| Italien               | 0                 | 0                  | 4                  |
| Japan                 | 33                | 2                  | 27(-30)            |
| Kanada                | 19                | 0                  | 6                  |
| Kazakstan             | 0                 | 0                  | 1                  |
| Kina                  | 52                | 14(+150)           | 0                  |
| Litauen               | 0                 | 0                  | 2                  |
| Mexiko                | 2                 | 0                  | 0                  |
| Nederländerna         | 1                 | 0                  | 1                  |
| Pakistan              | 5                 | 1                  | 1                  |
| Rumänien              | 2                 | 0                  | 0                  |
| Ryssland              | 38                | 3                  | 9                  |
| Schweiz               | 4                 | 0                  | 2                  |
| Slovakien             | 4                 | 2                  | 3                  |
| Slovenien             | 1                 | 0                  | 0                  |
| Spanien               | 7                 | 0                  | 3                  |
| Sverige               | 6                 | 0                  | 6+1                |
| Storbritannien        | 13                | 2                  | 32                 |
| Sydafrika             | 2                 | 0                  | 0                  |
| Sydkorea              | 24                | 4                  | 2                  |
| Taiwan                | 3                 | 0                  | 3                  |
| Tjeckien              | 6                 | 0                  | 0                  |
| Turkiet               | 0                 | 3                  | 0                  |
| Tyskland              | 6                 | 0                  | 30                 |
| Ukraina               | 15                | 2                  | 4                  |
| Ungern                | 4                 | 0                  | 0                  |
| USA                   | 93                | 2                  | 40                 |
| Totalt                | 442               | 51                 | 197                |

Till ovanstående kommer också flera forskningsreaktorer, också i länder som inte har någon kommersiell kärnkraft (som t.ex. Norge).

## Kärnkraftens historia

### 1890-talet
- 1896 upptäcktes radioaktiviteten av Henri Becquerel. Det var genom en tillfällighet han upptäckte att uran sände ut en ny typ av strålning, när han gjorde studier om röntgenstrålning.

### 1900-talet
- 1922 En dansk forskare, Niels Bohr, mottar nobelpriset i fysik, ”för undersökningarna av strukturen i atomer och strålningen som utmynnar från dem”.
- 1932 Engelsmannen James Chadwick visar hur man kan få fram fria neutroner. Detta ger honom nobelpriset 1935.
- 1938 Otto Hahns och Lise Meitners forskning visar att om man bestrålar uran med fria neutroner bildas bland annat barium.

Vad de båda forskarna har upptäckt är att urankärnor kan klyvas i två delar, en process som kallas fission.
- 1942 Den italienska fysikern Enrico Fermi demonstrerar för första gången en självunderhållande kontrollerad kedjereaktion i Chicago. Detta var världens första kärnreaktor.
- 1945 Världens första kärnvapen provsprängs, och två bomber fälls i andra världskrigets slutskede. Kärnvapnets sprängkraft och dess katastrofala följder chockar världen. Fredlig energiutvinning med atomkraft ligger flera år framåt i tiden.
- 1948 Halvstatliga svenska bolaget AB Atomenergi startas, med uppdrag att bedriva forsknings- och kommersiell verksamhet kring atomenergi.[8]
- 1951 startas världens första experimentella kärnkraftsreaktor, EBR-1 i Idaho i USA. Den är en demonstrationsreaktor av brid-typ och driver fyra glödlampor.[9]
- 1954 Världens första atomdrivna fartyg, ubåten Nautilus, sjösätts i USA. Ubåtens atomdrift möjliggör den första undervattensfärden över nordpolen.[8]
- 1954 Samma år invigs R1, Sveriges första experimentella kärnreaktor, i ett bergrum under KTH i Stockholm.
- 1954 Världens första kärnkraftverk, Obninsk kärnkraftverk med möjlighet att ge kraft till elnätet öppnas i Sovjetunionen. Den hade en effekt på 30 MW varav 5 MW gavs till elnätet.[10]
- 1955 Den första internationella atomkonferensen för atomenergins fredliga användning hålls i Genève.[8]
- 1956 Första kommersiella kärnkraftverket tas i drift i Calder Hall i England, med 4 × 60 MWe effekt. Verket producerar samtidigt plutonium till brittiska kärnvapen.
- 1956 Riksdagen fattar ett beslut baserat på atomenergiutredningens förslag. Detta innebär startskottet på den svenska linjen, baserad på inhemskt uran, tungvattenreaktorer och en planerad svensk atombomb.
- 1957 I Mayak, i staden Ozorsk i södra Ural, Sovjetunionen, drivs en militär kärnanläggning för produktion av vapenplutonium. Kylsystemet i en lagringstank lämnas ur funktion och den 29 september leder detta till en explosion. Tjugo miljoner curie radioaktivitet sprids i en 35 mil lång plym, över ett 23 000 kvadratkilometer stort område.
- 1957 Shippingport-reaktorn i USA invigs och blir världens första kärnkraftverk i kommersiell skala (60 MWe) utan produktion av vapenplutonium som sidoverksamhet.
- 1958 Norge startar Haldenreaktorn
- 1959 De två första atomdrivna (yt)fartygen sjösätts: isbrytaren Lenin i Sovjetunionen, och amerikanska handelsfartyget NS Savannah.
- 1960 startades för första gången reaktorn R2 i Studsvik, för forskningsändamål och produktion av isotoper till medicin och industri. Anläggningen var i drift till 2005.
- 1962 Riksdagen fattar beslut om att en fjärde svensk reaktor, R4, skulle byggas. Detta var vad som sedermera blev Marvikenverket.[8]
- 1963 tas Sveriges första kommersiella reaktor, Ågestaverket, i drift. Verket levererar 55 MW fjärrvärme till Farsta, samt 10 MW elström.
- 1965 Provproduktion inleds i Ranstadsverket, Sveriges enda betydande anläggning för uranutvinning.
- 1968 Stockholms Elverk söker tillstånd för ett kärnkraftvärmeverk förlagt i berget vid Ropsten i Stockholm. För att utreda tillståndsfrågan påbörjades Närförläggningsutredningen.
- 1970 Regeringen beslutar att arbetena med Marvikenreaktorn ska avbrytas. Med detta får den svenska linjen sin slutpunkt,[8] och Marviken byggs om till oljekraftverk.
- 1972 togs Oskarshamn 1 i drift. Reaktorn stängdes 17 juni 2017.
- 1974 Närförläggningsutredningen avger sitt betänkande; i princip positiv till närförläggningar, men utpräglad närförläggning skall undvikas till dess ytterligare erfarenhet vunnits.[11]
- 1975 En partiell härdsmälta skedde i den första av reaktorerna i kärnkraftverket utanför Leningrad (St Petersburg). Det radioaktiva utsläppet uppges till en miljon curie. Vid Browns Ferry kärnkraftverk i USA utbryter en brand som resulterar i nya regler för brandsäkerhet i och med införandet av 10CFR50.48 och Appendix R.
- 1977 Den så kallade villkorslagen stiftas, varmed nya reaktorer får tas i drift endast om ägaren kan visa att utbränt kärnbränsle kan tas om hand på ett säkert sätt
- 1977 I juli tas Sveriges sjätte kommersiella kärnkraftverk, Barsebäck 2, i drift i enlighet med villkorslagen.
- 1979 En olycka vid kärnkraftverket på Three Mile Island i USA resulterade i härdsmälta (Harrisburgolyckan). Radioaktiva ämnen strömmade ut i säkerhetsbyggnaden som omger reaktorn men större utsläpp i omgivningen kunde undvikas. Undersökningsrapporten visade på problem i säkerhetskulturen. Olyckan bidrog till att få kärnkraftverk senare byggts i USA.
- 1980 Tilltagande skepsis till kärnkraft under 1970-talet och i synnerhet oro efter Harrisburgolyckan tvingar fram en folkomröstning om kärnkraftens framtid i Sverige. Det vinnande alternativet förordar att kärnkraften avvecklas ”i den takt som är möjlig med hänsyn till behovet av elektrisk kraft för upprätthållande av sysselsättning och välfärd” och att ”ingen ytterligare kärnkraftsutbyggnad skall förekomma”.
- 1980 Reaktorn BN-600 tas i drift i dåvarande Sovjetunionen. Verket är den äldsta bridreaktorn i kommersiell skala som fortfarande är i drift (2014).[12]
- 1986 Ett test vid reaktor 4 vid Kärnkraftverket i Tjernobyl leder av olika orsaker till en explosiv brand i härden (Tjernobylolyckan), den mest omfattande kärnkraftsolyckan hittills. Räddningspersonal fick extrema stråldoser och ett stort område blir obeboeligt för oöverskådlig framtid. Mindre mängder radioaktivt nedfall drabbade stora delar av Europa. Olyckans eftermäle medförde bättre internationellt samarbete inom reaktorsäkerhet.
- 1992 I Barsebäck 2 brister ett sprängbleck i reaktorinneslutningen, 200 kg mineralull spolas ner i kondensationsbassängen och sätter igen silarna till säkerhetssystem (Barsebäckshändelsen).

### 2000-talet
- 2005 Barsebäcks kärnkraftverk tas ur drift sedan reaktor 2 stoppats. Detta sker som del av en energipolitisk uppgörelse mellan socialdemokraterna, centerpartiet och vänsterpartiet, men indirekt på grund av påtryckningar från Danmark.
- 2006 Svenska kraftnät orsakar kortslutning och spänningstransienter i ett ställverk utanför Forsmarks kärnkraftverk reaktor 1 vilket ledde till Forsmarkshändelsen.
- 2011 Den japanska staden Fukushima totalförstörs den 11 mars av en tsunami. Nödkylningens elförsörjning slås ut och leder till härdsmälta, explosioner och utsläpp av radioaktiv gas (Fukushima-olyckan).
- 2011 Som en reaktion på Fukushima-olyckan beslutar Tyskland att fasa ut sina kärnkraftverk successivt fram till 2022. När planerna väl sätts i verket kommer Tyskland bli det första landet i världen som helt avvecklar fungerande kärnkraftskapacitet.
- 2012 Norska forskare påbörjar ett fyraårigt testprogram för att undersöka torium som framtida kärnbränsle.[13]
- 2014 Kina intensifierar tidigare planer på toriumbaserad kärnkraft och siktar på en fullt fungerande toriumreaktor inom 10 år[14].

## Risker och säkerhet

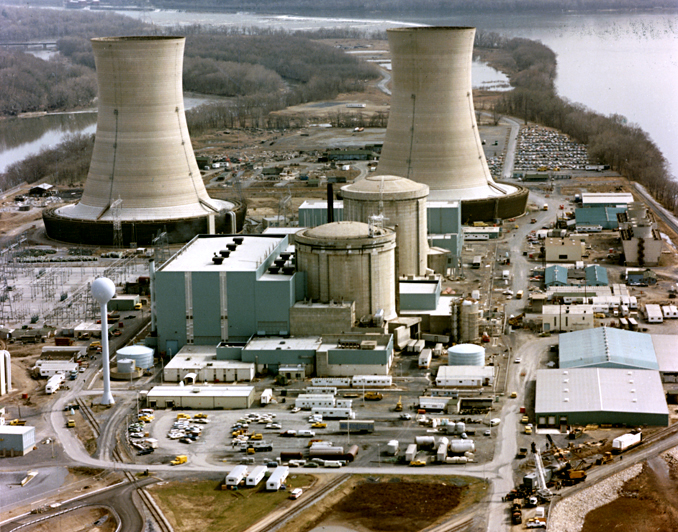
Three Mile Island.

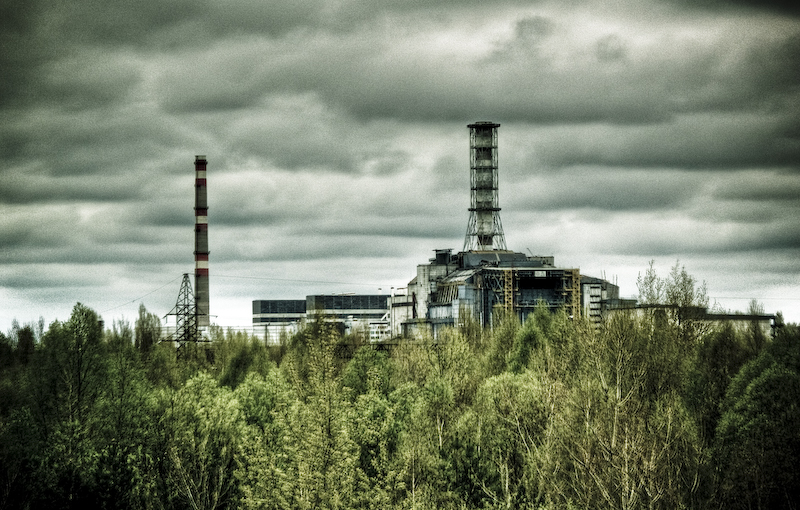
Tjernobyls kärnkraftverk.

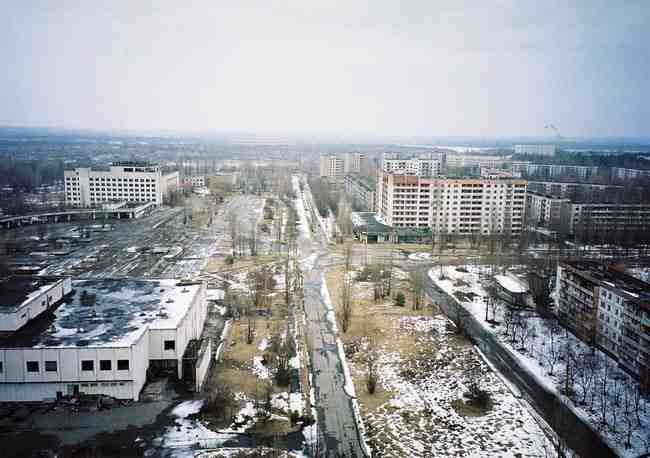
Staden Pripjat i Ukraina fick evakueras efter Tjernobyl-olyckan.

Kärnkraftsolyckor kan bli mycket allvarliga om radioaktiva ämnen sprids utanför kärnkraftverket. För att detta skall ske i större skala krävs vanligen antingen någon form av explosivt förlopp eller en härdsmälta där temperaturen i kärnbränslet blir så hög (över 1000 °C) att den skadar reaktortank och slutligen reaktorinneslutningen. I Tjernobylolyckan 100-faldigades reaktorns effekt på ett par sekunder vilket fullständigt ödelade såväl reaktor som dess inneslutning. I Fukushima-olyckan slog en tsunami ut samtliga kylsystem i block 1-3 vilket gav härdsmältor som penetrerade reaktortankar och gav betydande radioaktiva läckage till omgivning och hav. I Harrisburgolyckan uteblev reaktorns kylning och orsakade en härdsmälta, men den avstannade inne i reaktortanken, och inneslutningen förblev intakt.
Mindre mängder radioaktivitet kan spridas i omgivningen också utan explosion, härdsmälta eller andra dramatiska händelser, dels minimala mängder i den rutinmässiga driften, dels måttliga mängder som släpps ut (vanligen via ett filter) för att undvika en allvarligare olycka, dock sker detta endast i yttersta nödfall.
Ett kärnkraftverk kan inte explodera på samma sätt som en atombomb; atombomberna kräver speciellt bränsle placerat på speciellt sätt för att kedjereaktionen skall bli tillräckligt intensiv och kunna fortsätta under explosionen.

### Säkerhetssystem
De tre huvudfunktionerna i ett kärnkraftverks säkerhetssystem är:
1. Stoppa reaktorn
2. Sätt inte på den igen
3. Förhindra utsläpp av radioaktiva ämnen

För att uppnå detta använder kärnkraftverk ett antal parallella säkerhetssystem. Det betyder att man har flera säkerhetssystem som har samma funktion, till exempel för att stoppa reaktorn. För att försäkra sig mot att säkerhetssystemen inte slås ut samtidigt bör de vara helt oberoende av varandra och helst bygga på helt olika metoder, exempelvis ett mekaniskt och ett elektriskt system (se redundans).
Moderna kärnkraftverk är konstruerade för att klara av en härdsmälta så att konsekvenserna för omgivningarna blir små[källa behövs] vilket många äldre reaktorer helt saknar skydd mot, som till exempel de äldre grafitmodererade reaktorerna i Tjernobyl. Radioaktiv jod är en av fissionsprodukterna från lättvattenreaktorer, och kan vid utsläpp ge upphov till sköldkörtelcancer. Om en kärnkraftolycka med utsläpp av jod-131 till omgivningen inträffar kan ett visst skydd fås genom intag av (ej radioaktiv) jod. Eftersom jod ansamlas i sköldkörteln mättas då denna med ofarlig jod. I Sverige har därför i beredskapssyfte jodpreparat delats ut till befolkningen i de närmaste omgivningarna till kärnkraftreaktorerna.
Fjärde generationens reaktorer, och även vissa äldre utföranden, är designade för passiv säkerhet. Det innebär att säkerhetssystemen inte kräver aktiv extern kraftförsörjning, operatörer som fattar beslut och liknande som sedan måste flerdubblas enligt ovan för att uppnå erforderlig säkerhet. Istället avstannar reaktionen av sig själv i frånvaro av styrning utifrån.

### Kärnkraftsolyckor och incidenter i historien
Minst fem allvarliga olyckor har hittills inträffat i kärnkrafthistorien:
- I en militär anläggning i Mayak, i staden Ozorsk i södra Ural, Sovjetunionen, producerades plutonium för kärnvapen (alltså inte ett kärnkraftverk). Den 29 september 1957 var det problem med kylsystemet i en av tankarna. Detta ledde till en explosion. 20 miljoner curie radioaktivitet spreds i en 35 mil lång plym, över ett 23 000 kvadratkilometerstort område.

- År 1975 skedde en partiell härdsmälta i den första av reaktorerna i kärnkraftverket utanför Leningrad (St Petersburg). Det radioaktiva utsläppet uppges till 1 MCi. Det är oklart över hur stor yta det spred sig. Läs mer i engelska Wikipedia

- Reaktor nr 2 vid Three Mile Island Nuclear Generating Station nära Harrisburg i USA var hotande nära en total härdsmälta den 28 mars 1979, men man lyckades i sista stund återta styrningen av reaktorn och därmed hindra en större olycka. Då stationen liksom de flesta andra reaktorer (med undantag för en handfull i f.d. Sovjetunionen) har en gastät inneslutningsbyggnad och härdsmältan kunde begränsas så släpptes mycket lite radioaktivitet ut till omgivningen. För närvarande har alla bränslerester tagits ut ur reaktorn och stationen väntar på avveckling. Se vidare Harrisburgolyckan.

- Den största och allvarligaste kärnkraftsolyckan som skett var den i Tjernobyl i nuvarande Ukraina 1986. På grund av ett flertal faktorer havererade reaktor fyra då ett speciellt test skulle utföras, vilket resulterade i en härdsmälta vilket i sin tur ledde till en ångexplosion som skadade inneslutningen av reaktorn samt att grafiten som användes som moderator började brinna vilket gjorde att en stor mängd radioaktivt stoft släpptes ut. Se vidare Tjernobylolyckan.

- Kärnkraftverket Fukushima I drabbades av elavbrott den 11 mars 2011. Orsaken var en jordbävning och den 23 meter höga tsunamivåg som följde. Generatorerna för reservström förstördes av vattnet. Tre av de sex reaktorerna var i drift och förstördes av vätgasexplosioner under de påföljande dagarna. Bassänger för begagnat bränsle kokade tomma med ytterligare utsläpp som följd. Två månader efter olyckan beräknades utsläppen dittills av japanska experter vara drygt en sjundedel av dem vid Tjernobylolyckan. Se vidare Fukushima-olyckan.

#### Dödssiffror jämfört med övriga energislag
Uppskattningar av antalet döda till följd av kärnkraften skiljer sig kraftigt mellan olika studier. Enligt International Agency for Research on Cancer kommer Tjernobylolyckan fram till 2065 leda till 16 000 extra dödsfall i cancer i Europa.. Greenpeace publicerar dock i en rapport från 2006 statistik som tyder på att det totala antalet dödliga cancerfall förväntas bli 93 000. Dessutom hävdar man att ytterligare ca 60 000 har dött av andra orsaker än cancer i enbart Vitryssland och Ukraina, samt uppskattar att ytterligare 140 000 dödsfall i den kategorin är att förvänta i framtiden
Enligt en annan studie har kärnkraften lägst dödstal per producerad energimängd jämfört med alla dagens energikällor, inklusive de förnybara som vind- och vattenkraft. Exempelvis dog hundratusentals människor då Banqiaodammen brast.

#### Urval mindre incidenter
- Den 3 januari 1961 förlorades kontrollen över SL-1, en reaktor för utbildning i USA, då en styrstav drogs upp för långt. Strålningen begränsades till reaktorbyggnaden. Tre tekniker omkom på grund av fysiska skador[källa behövs].

- Den 1 maj 1969 slarvade en tekniker vid ett byte av en ventil i Ågestaverket i Sverige. Stora mängder vatten rann ut och orsakade kortslutning i elsystemet för styrningen av anläggningen, ventiler öppnades och stängdes slumpvis. Kaoset hotade att spränga ett rörsystem kopplat till reaktorn vilket skulle ha tömt den på kylvatten och potentiellt orsakat en härdsmälta.
- Den 28 juli 1992 på Barsebäck 2 inträffade barsebäckshändelsen då ett sprängbleck brast till en säkerhetsventil som öppnade och friblåste trycksatt processånga i reaktorinneslutningen och blåste bort mineralull. Automatiskt snabbstopp av reaktorn och start av säkerhetssystem vars silar sattes igen av den mineralull som blåsts ner i kondensationsbassängen.
- Den 25 juli 2006 drabbas ett ställverk utanför kärnkraftverket i Forsmark av en kortslutning under ett underhållsarbete. Kontakten mellan det rikstäckande elnätet och Forsmark bryts. Överspänning i verket uppstår. En dipp i ett lokalt elnät som kärnkraftverket är anslutet till uppstår. Dippen är så kraftig att pappersbruket i Hallstavik slås ut och produktionen ligger nere i en timme. SKI klassade händelsen som en "kategori 1"-incident. I INES-skalan är den 2.